# The Space Museum
A The Space Museum a Doctor Who sorozat tizenötödik része, amit 1965. április 24-e és május 20-a között sugároztak 4 epizódban.

## Történet
A Tardis a Xerox bolygón, egy hatalmas múzeum előtt mellett bukkan elő. A múzeumban rengeteg furcsa dolgot találnak, üres dalek páncélt, sőt még saját magukat is egy vitrinben. Valahogy ki estek az időből is, mert a múzeum elnyomott alkalmazottjai, a xeronok és a katonai morokok nem látják őket. Az idő hamarosan visszavált, ők pedig egymástól elszakadva boldogulni a xeronok és a moronok között kitört polgárháborúban.

## Epizódok címei
- 1. rész: The Space Museum (magyarul: Az űr múzeum)
- 2. rész: The Dimensions of Time (magyarul: Az idő dimenzióijai)
- 3. rész: The Search (magyarul: A keresés)
- 4. rész: The Final Phase (magyarul: A végső fázis)

## Könyvkiadás
A könyvváltozatát 1987 júniusában adta ki a Target könyvkiadó.

## Otthoni kiadás
- VHS-en 1999-ben adták ki.
- DVD-n 2010. március 21-én adták ki.

### Fordítás
- Ez a szócikk részben vagy egészben  a   The Space Museum című angol Wikipédia-szócikk fordításán alapul.  Az eredeti cikk szerkesztőit annak laptörténete sorolja fel. Ez a jelzés csupán a megfogalmazás eredetét és a szerzői jogokat jelzi, nem szolgál a cikkben szereplő információk forrásmegjelöléseként.